# Дольняк, Барбара
Барбара Дольняк (урожденная Пшилуцка, Przyłucka; род. 12 сентября 1960, Быдгощ, Куявско-Поморское воеводство) — польский политик, с 2015 года занимает должность заместителя маршала Сейма Республики Польша. Окончила юридический факультет Силезского университета в Катовице. Закончила аспирантуру по специальности «Право Европейского Союза и судебное применение». После окончания университета Дольняк стала юристом и судьёй Окружного суда Катовице и проработала на этой должности 30 лет.
Она вышла замуж за Гжегожа Дольняка, который был депутатом Сейма в течение пяти лет. Он погиб 10 апреля 2010 года в результате крушения Ту-154. После его смерти Барбара основала в его честь фонд «Sportowa Szansa», который предоставляет стипендии молодым спортсменам Польши.
В 2011 году Барбара баллотировалась в Сенат Польши как независимый кандидат. Она заняла второе место из восьми с 34 890 голосами, уступив Збигневу Мересу, набравшему 47 820 голосов. В 2015 году Дольняк баллотировалась в Сейм от партии «Современная». На выборах она получила 15 752 голоса, чего было достаточно, чтобы обеспечить ей место в Сейме.
После избрания в Сейм Дольняк была назначена заместителем маршала и работает в Комитете по юстиции и правам человека. Она высказалась о предлагаемых реформах Национального совета судебной власти, заявив, что, хотя реформы и необходимы, ситуация, когда судей выбирают политики, а не сами судья, является шагом в неправильном направлении.

## Личная жизнь
Барбара была женой политика Гжегожа Дольняка, погибшего в 2010 году в результате крушения польского самолёта Ту-154 в Смоленске. У неё есть дочь Патриция, которая также работает юристом. Она живёт в Бендзине.